# Dětkovice (powiat Vyškov)
Dětkovice – miejscowość i gmina (obec) w Czechach, w kraju południowomorawskim, w powiecie Vyškov. W 2022 roku liczyła 273 mieszkańców.